# Церковь над Ольчио
Церковь Святой Марии над Ольчио (итал. Chiesa Santa Maria sopra Olcio), также известная как Церковь над Ольчио или Церковь Тайной Вечери, представляет собой святилище, расположенное на северной стороне горы Григна в районе Ольчио на границе с Льерна, но находящееся на территории коммуны Манделло-дель-Ларио. Построенная около XI века, она посвящена Деве Марии. Святилище Ольчио изображено на заднем плане Тайной Вечери Леонардо да Винчи.